# (3278) Běhounek
(3278) Běhounek – planetoida należąca do zewnętrznej części pasa głównego asteroid okrążająca Słońce w ciągu 5 lat i 282 dni w średniej odległości 3,22 j.a. Została odkryta 27 stycznia 1984 roku w Obserwatorium Kleť w pobliżu Czeskich Budziejowic przez Antonína Mrkosa. Nazwa planetoidy pochodzi od Františka Běhounka (1898–1973), profesora fizyki na Uniwersytecie Karola. Przed nadaniem nazwy planetoida nosiła oznaczenie tymczasowe (3278) 1984 BT.